# Bill Kenville
William McGill Kenville, dit Bill Kenville ou Billy Kenville, né le 1er décembre 1930, à Elmhurst (État de New York) et mort le 19 juin 2018 à Binghamton (État de New York), est un joueur américain de basket-ball. Il évolue durant sa carrière aux postes d'arrière et d'ailier.

## Palmarès
- Champion NBA 1955